# Marielunds Simsällskap
Marielunds Simsällskap är ett simsällskap verksamt i Marielund strax utanför Uppsala, grundat 1925.

## Verksamhet
Marielunds simsällskap anordnar simundervisning på Tärnholmen i sjön Trehörningen sedan 1925. Verksamheten är öppen för barn från 3 år och uppåt, inklusive ungdomar och vuxna.
Undervisningen sker i grupp med anpassning efter varje barn. Varje barn byter till mer avancerade grupper allteftersom det utvecklar sina kunskaper och färdigheter. Grupperna med nybörjare undervisas på grunt vatten medan de som lärt sig mer tränar på djupt vatten. Simtag övas både på land och i sjö och vattenlek ingår i undervisningsmetoderna. Vattentemperaturen påverkar hur långa pass det blir i sjön. I undervisningen ingår vattenvaneövningar, simning, dykning, bad-, båt- och isvett och bad med kläder och flytväst. Det finns möjlighet att delta i allmän ledarledd lek både före och efter lektionstiden.
Sedan 2007 har sällskapet även simskoleverksamhet i Borgardalsbadet i Länna. Verksamheten genomförs på samma sätt och med samma mål som på Tärnholmen men utan allmän ledarledd lek. Den inriktar sig också på de lägre åldrarna, mer grundläggande simskola, och har därför inte samma möjligheter till märkestagning i högre valörer som på Tärnholmen.

## Historik
I början av 1900-talet lät Uppsalas mer välbärgade invånare bygga sina sommarhus intill sjön Trehörningen. Det var ett bra läge med frisk luft och välgörande omgivningar och dessutom med smalspårig järnvägsförbindelse med Uppsala. Men simkonsten var dåligt utbredd på den tiden, så den 25 juli 1925, tog Johannes Nyberg, kapten vid I8 och ombud för Svenska Livräddningssällskapet, initiativ till en simundervisning på platsen. Förutsättningarna var goda, en varm sjö, många barn inte bara bland sommargästerna utan också bland de bofasta kring Marielunds gård. 
Den 16 augusti samma år var föreningen konstituerad och bygget av en trampolin blev dess första uppgift och de nödvändiga pengarna (350 kronor) samlades in bland sommargästerna. Platsen blev på Tärnholmen mitt i sjön Trehörningen. Tärnholmen tillhör ägarna av Marielunds gård och de har ända sedan sällskapets grundande upplåtit holmen för sällskapets verksamhet.

## Årliga tävlingar
Som avslutning på sommarsäsongen arrangeras en festliknande avslutning med diverse tävlingar och sedvanlig promotion av simmarna. På tärnträffen arrangeras 50 meter bröstsim för mammor, pappor, killar och tjejer, livräddningstävling för killar och tjejer samt lagsim och skämtsim. På promotionen arrangeras en lagkapp mellan familjer, det så kallade familjesimmet. 
Livräddningstävlingen avgörs genom att de tävlande simmar 50 meter bröstsim för att därefter dyka ner 3 meter och plocka upp ett sänke från botten. När de kommit upp bogserar de en jämnstor simmare i en livboj 25 meter. Simmarna får delta till och med det år de fyller 15.
Familjesimmet avgörs genom en lagkapp bestående av 50 meter ryggsim, 50 meter bröstsim och avslutningsvis 50 meter frisim. Varje lag består av en förälder och två barn från samma familj. Barnen får delta till och med det år de fyller 15 år.

## Utmärkelser
I samband med den årliga promotionen delas ett antal utmärkelser ut till några av simskoleeleverna och märkestagarna. Den finaste utmärkelsen, Bästa Magistern, delas ut till den simmare som tagit guldmagistern med flest betyg. Har fler simmare uppnått samma antal betyg avgörs vem som är bäst med hjälp av en livräddningstävling. Bästa Magistern har delats ut varje år sedan 1944.
En annan utmärkelse som är hett eftertraktad är Mesta Märkestagare som delas ut till den simmare som tagit flest simmärken under sommaren. Utmärkelsen består av en vandringspokal som delats ut varje år sedan 1998.